# 波庫尼湖

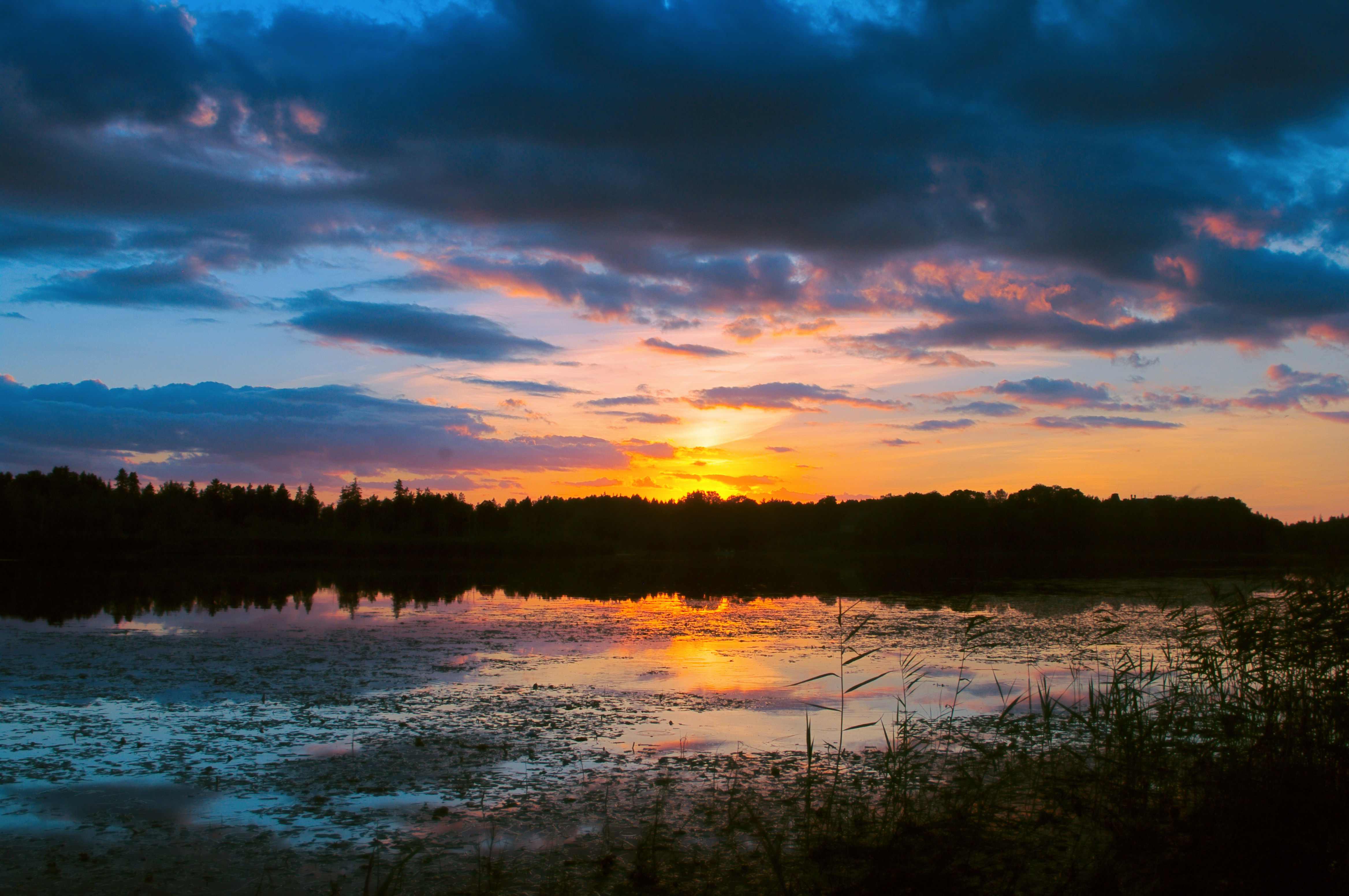

59°11′N 26°12′E / 59.183°N 26.200°E
波庫尼湖，是愛沙尼亞的湖泊，位於該國北部，長2公里、寬0.4公里，面積0.45平方公里，海拔高度107米，平均水深2米，最大水深2.5米，該湖有八座島嶼。